# Maj Andersson (arkitekt)
Maj Agnes Andersson, född 11 maj 1921 i Stockholm, död 4 januari 2012 i Gustavsberg-Ingarö församling, Stockholms län, var en svensk arkitekt.
Andersson, som var dotter till spårvägsman Nils Andersson och Agnes Lager, avlade ingenjörsexamen vid högre tekniska läroverket i Stockholm 1946 och blev Master of Architecture vid Harvard University i Cambridge, Massachusetts, 1951. Hon var byggnadsingenjör hos arkitekt Lennart Tham 1946–1949 och arkitekt hos Erik och Tore Ahlsén Arkitektkontor AB från 1951. Efter omorganisation blev hon 1972 egen företagare i Ahlséngruppen och 1981 delägare i Ahlsénarkitekterna tillsammans med Tore Ahlsén, Sven Ahlsén och Mats Hallén.

## Verk i urval[3]
- Som handläggare hos arkitekterna Erik och Tore Ahlsén: Finnboda varv, arbetarbostäder, idéprojekt, vissa delar utfördes. 1951.
- Bostadsområde, kv Mistralen, Göteborg 1954–1957.
- PUB-bohagshuset, Stockholm, trappor och inredning, 1959.
- Uppsala stadshus, etapp 1, 1959–1964.
- Bostadsområde, Henriksdalsberget, Nacka. Skisser till lägenhetslösningar och barnstuga, 1963–1964.
- Uppsala stadshus, etapp 2, 1966–1973.
- Som egen företagare i Ahlséngruppen: Statens institut för byggnadsforskning, Gävle, 1972–1976.
- Henriksdalsberget, Nacka, kompletteringar, 1976–1978.
- Som delägare i Ahlséngruppen: Uppsala stadshus. Påbörjad utredning om bottenvåningens funktioner.